# شهرستان پنینگتن (داکوتای جنوبی)
شهرستان پنینگتن، داکوتای جنوبی (به انگلیسی: Pennington County, South Dakota) یک سکونتگاه مسکونی در ایالات متحده آمریکا است که در داکوتای جنوبی واقع شده‌است.

## خصوصیات
شهرستان پنینگتن ۷٬۲۱۱ کیلومترمربع مساحت دارد.